# Приск Галльский
Приск (погиб в 272 году) — святой мученик галльский. День памяти — 26 мая.
Святой Приск был офицером в Римских легионах, стоявших в Галлии. Вместе со своим товарищем Коттом (Cottus) он бежал от гонений из Безансона, но был схвачен в Осере и там казнён вместе с несколькими младшими чинами и местными жителями. 
Мощи святого были обретены св. Германом, епископом Осерским, который воздвиг храмы в его память, что способствовало распространению его почитания.